# Südstadt (Heidelberg)
Die Heidelberger Südstadt ist ein relativ junger Stadtteil. Sie entstand nach dem Zweiten Weltkrieg aus der Erweiterung der Weststadt nach Süden bzw. des Stadtteils Rohrbach nach Norden und hat heute etwa 5.500 Einwohner. Die Südstadt ist damit nach der Bahnstadt, Boxberg und Schlierbach der viertkleinste Stadtteil Heidelbergs.

## Lage, Bebauung
Die Südstadt teilt sich in drei Gebiete auf:
- Östlich der Rohrbacher Straße (Südstadt-Ost). Bebaut mit Einfamilienhäusern und Villen am unteren Berghang.
- Westlich der Rohrbacher Straße (Südstadt-West). Bebaut primär mit Ein- und kleineren Mehrfamilienhäusern, insbesondere im Norden und entlang der Westseite der Rohrbacher Straße auch größeren 3- bis 6-stöckigen Mehrfamilienhäusern.
- Im Westen das frühere Hauptquartier Mitteleuropa der Landstreitkräfte der NATO in den Campbell Barracks und die diese umgebenden Wohngebiete vor allem für Angehörige der US-Streitkräfte (Mark-Twain-Village).

Die ehemals durch die US-Streitkräfte und die NATO genutzten Flächen inklusive des Mark-Twain-Village nehmen etwa ein Drittel der Südstadt ein und prägen diese deutlich. Auf dem Gebiet der Südstadt liegt südwestlich der Campbell Barracks das kleine Gewerbegebiet Bosseldorn, im übrigen Gebiet westlich der militärisch genutzten Flächen liegen Schrebergartenanlagen und Sportanlagen im sogenannten „Kirchheimer Loch“ zwischen mehreren Bahnanlagen.
Zur Südstadt gehört außerdem der Bergfriedhof von 1842, auf dem zahlreiche berühmte Persönlichkeiten Heidelbergs beigesetzt sind. In der parkähnlichen Anlage finden sich die Grabmale von Johann Heinrich Voß, Friedrich Ebert, Robert Bunsen oder Wilhelm Furtwängler.
Die Südstadt wird im Norden und Westen durch Bahnstrecken begrenzt. Im Osten orientiert sich die Grenze zur Altstadt (Bezirk Königstuhl) entlang einiger Wanderpfade auf den südwestlichen Vorbergen des Königstuhls. Die Grenze zu Rohrbach im Süden bildet seit der Eingemeindung Rohrbachs nach Heidelberg 1929 die Sickingenstraße, vor 1929 lag die Grenze zwischen Heidelberg und Rohrbach etwa 200 Meter nördlich – entlang der Saarstraße und der Markscheide, deren Namen noch heute auf die alte Grenzlage hinweist.
Die Südstadt wird politisch durch den Bezirksbeirat Weststadt/Südstadt vertreten.

## Geschichte

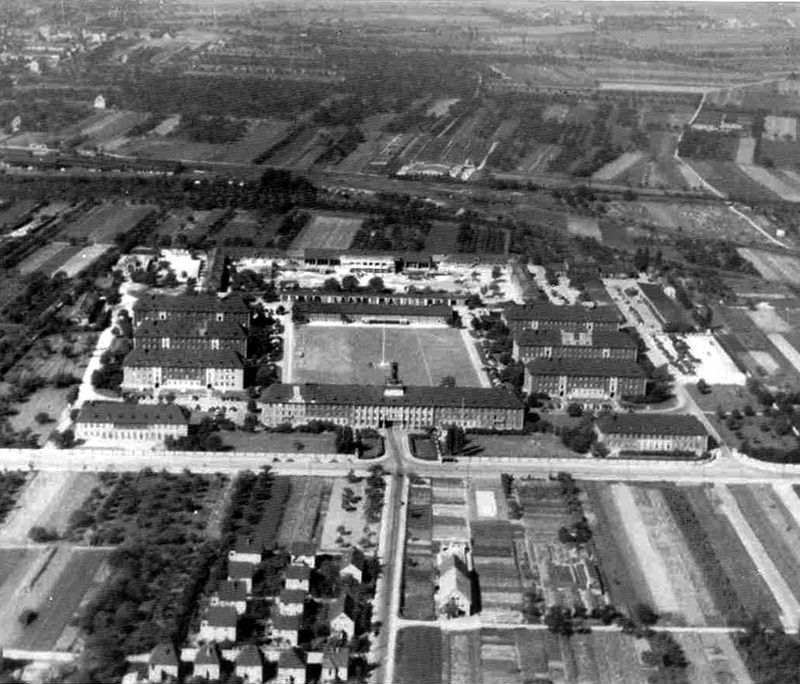
Großdeutschland-Kaserne/Campbell Barracks 1945

Siehe auch: Geschichte Heidelbergs
Vor dem Zweiten Weltkrieg wurde das Gebiet zwischen der Weststadt und Rohrbach vor allem landwirtschaftlich genutzt. Dort entstanden nur wenige Bauten, so 1931 das Krankenhaus Bethanien, einige Gebäude am Berghang östlich der Rohrbacher Straße und 1937 die Großdeutschland-Kaserne (heute die Campbell Barracks). Nach 1945 entstehen auf dem Gebiet der Südstadt sowohl neue Wohngebiete unter anderem im Rahmen des Fluchten- und Bautenplans von 1950 als auch die Wohngebiete der Mark-Twain-Village rund um die durch die US-Streitkräfte übernommenen und später erweiterten Campbell-Barracks. In den 1950er und 1960er Jahren entwickelt sich die Südstadt so zu einem eigenen Stadtteil.
Die heute existierenden Straßenzüge der Südstadt orientieren sich insbesondere im Bezirk Südstadt-West an den Gewanngrenzen der landwirtschaftlichen Nutzung vor der Bebauung.
Die Mark-Twain-Village wurde erst 2003 durch Einzäunung und andere Sicherheitsmaßnahmen von der Südstadt baulich deutlich getrennt.

## Infrastruktur und Schulen

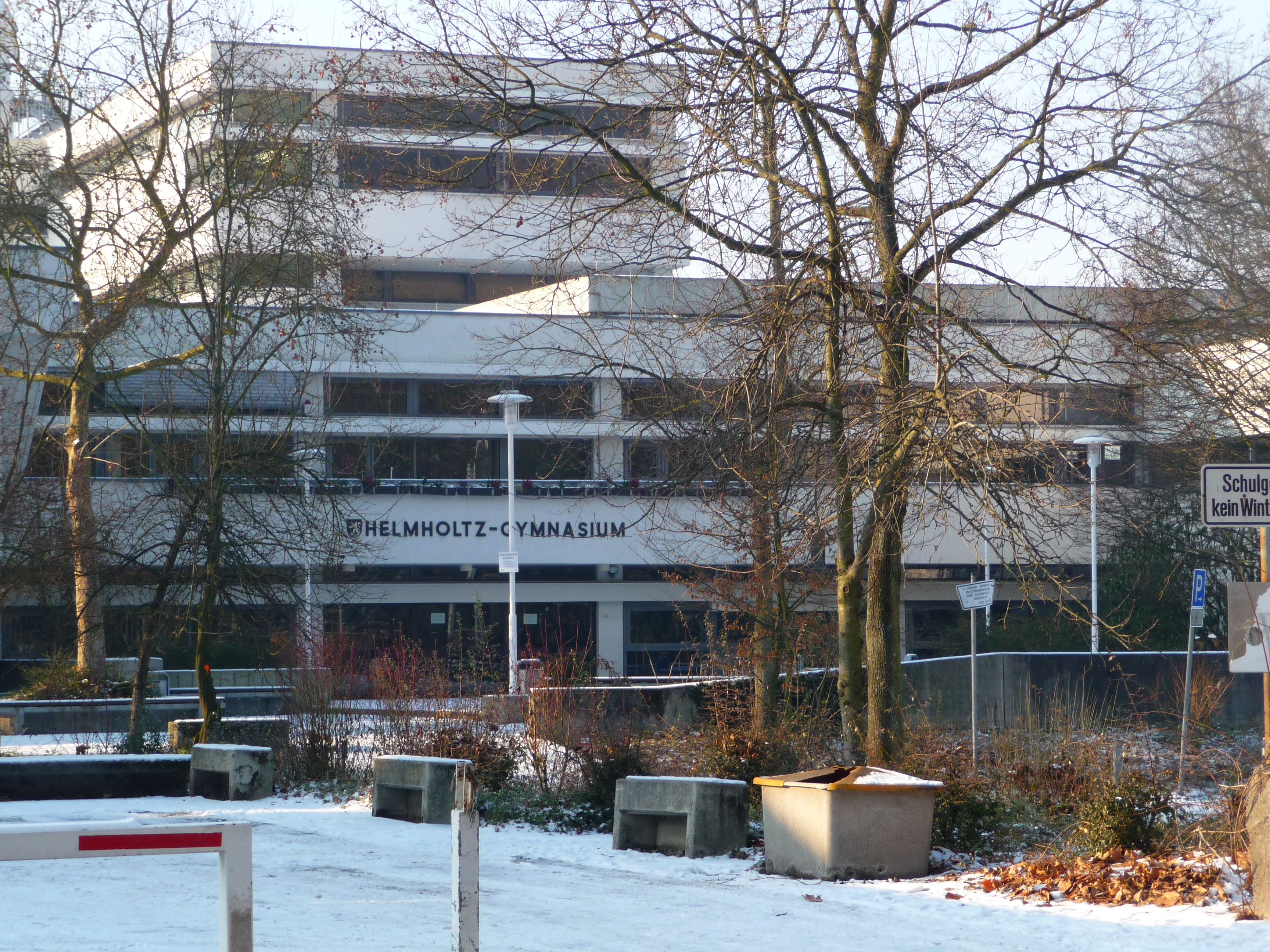
Helmholtz-Gymnasium

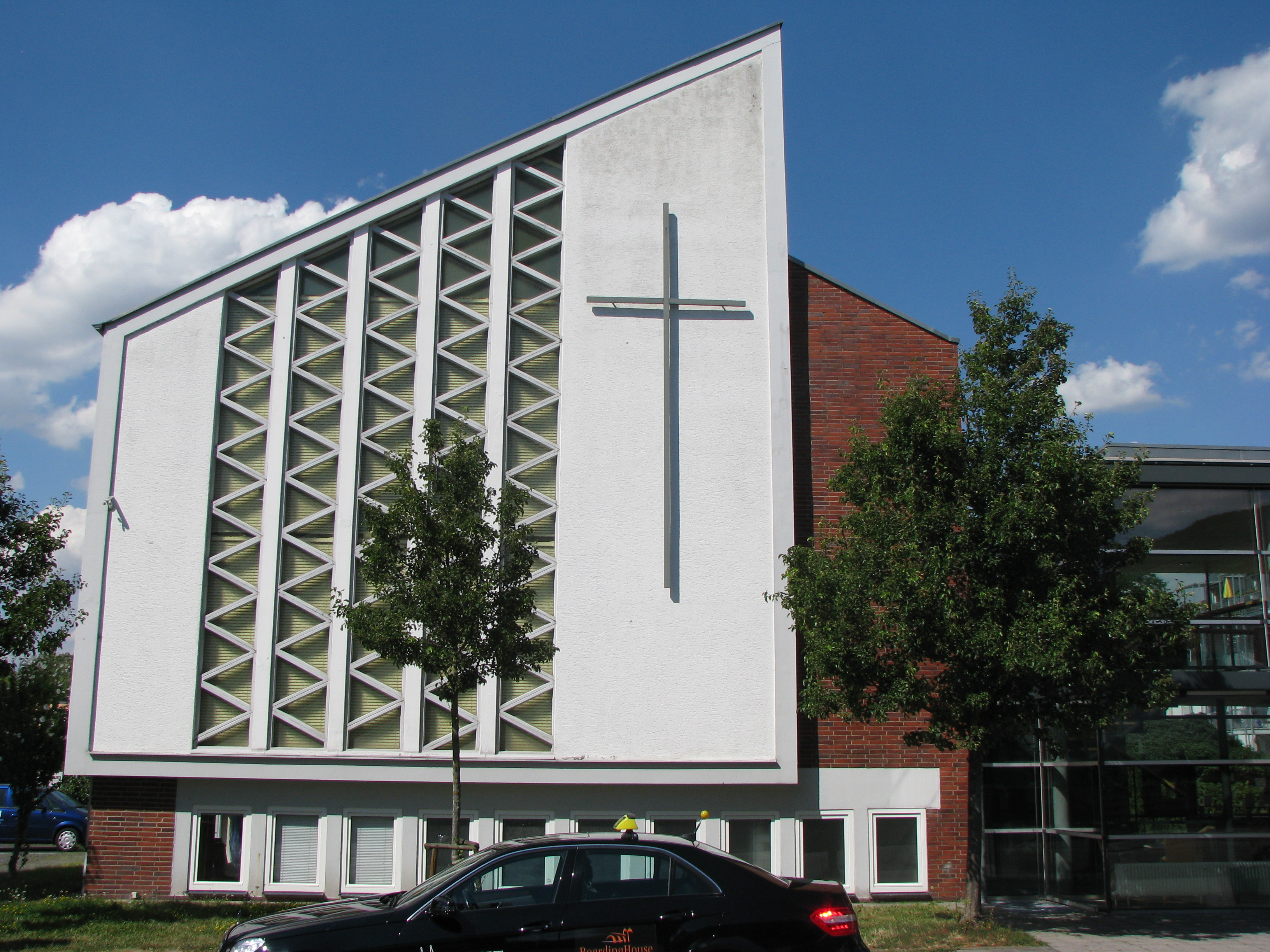
Hoffnungskirche

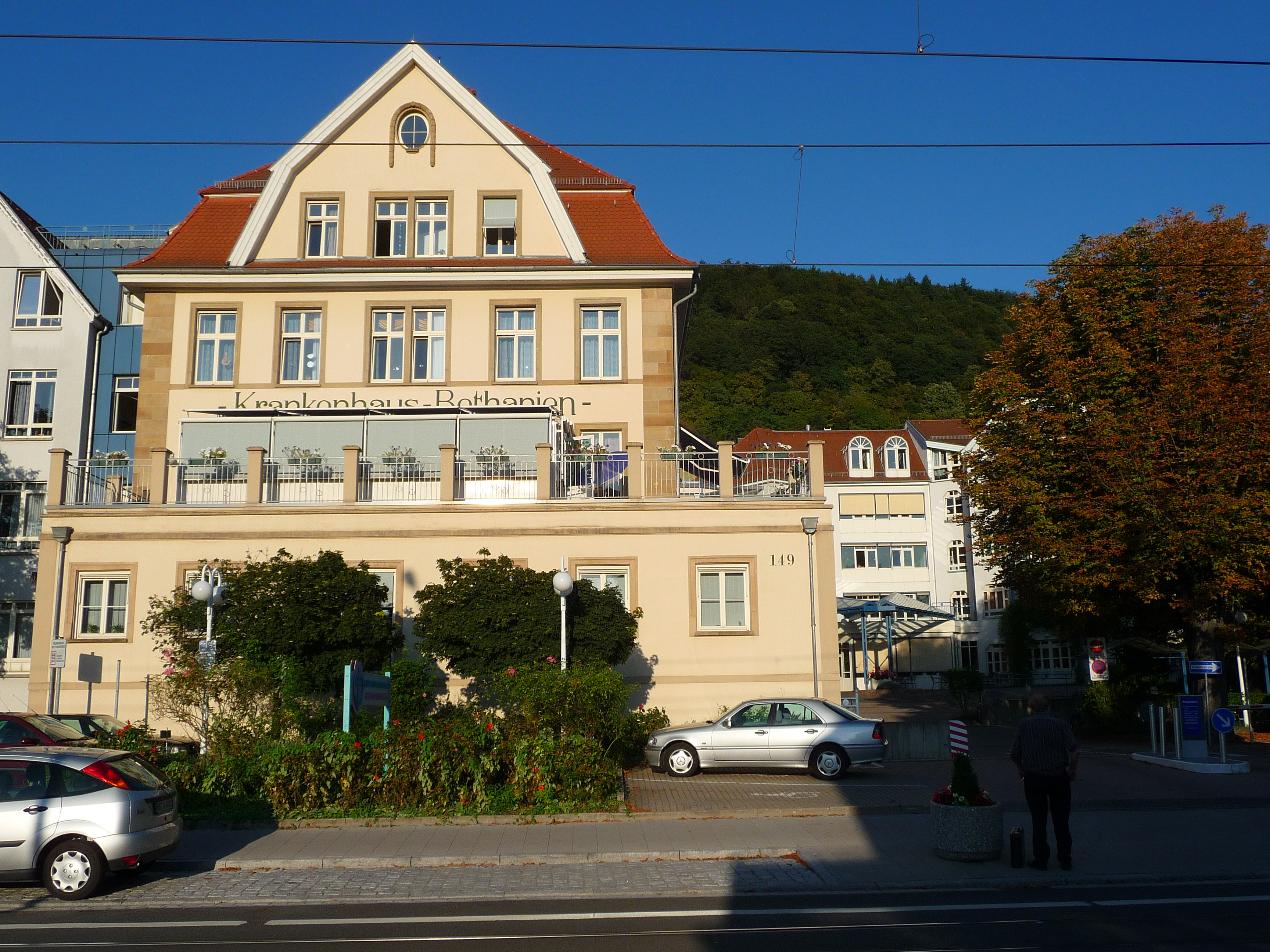
Bethanien-Krankenhaus

Die Südstadt verfügt über keine zentralen Plätze oder ein Zentrum. Der Stadtteilentwicklungsplan sieht vor, das Gelände rund um das Markushaus, den „Markusplatz“, zu einem Stadtteilzentrum zu entwickeln. Der Stadtteil wird ausschließlich vom Norden und Süden her erschlossen, er orientiert sich entlang der Hauptverkehrsachsen Rohrbacher Straße und Römerstraße, die beide Verbindungen zu Weststadt und Rohrbach herstellen. Nach Westen über die Bahnlinie Heidelberg–Karlsruhe und nach Osten in das Vorgebirge des Königstuhls gibt es nur vereinzelte Fuß- und Fahrradwege.
Der Großteil der Südstadt ist ein reines Wohngebiet mit nur wenigen Gewerbebetrieben. Diese liegen fast ausschließlich entlang der Rohrbacher Straße sowie im Gewerbegebiet Bosseldorn südwestlich der Campbell Barracks.
Zwei der Heidelberger Gymnasien befinden sich in diesem Stadtteil: das staatliche Helmholtz-Gymnasium sowie das staatlich anerkannte private Gymnasium Englisches Institut. Außerdem befand sich in der Mark-Twain-Village mit der Heidelberg High School die einzige High School für Angehörige von Soldaten der US-Streitkräfte in Heidelberg. Diese wurde im Zusammenhang mit der Übergabe der Flächen an die Bundesanstalt für Immobilienaufgaben geschlossen. Seit Sommer 2017 befindet sich die Julius-Springer-Schule in den ehemaligen Gebäuden.
Zur Südstadt gehört auch die kaufmännische Berufsschule Julius-Springer-Schule mit Gebäuden in der Süd- und Weststadt. Die Gebäude der Julius-Springer-Schule in der Südstadt werden auch durch das in der Weststadt ansässige Willy-Hellpach-Wirtschaftsgymnasium genutzt.
Die Südstadt verfügt über eine öffentliche Grundschule, die Pestalozzischule und über die private Grundschule des Englischen Instituts. Im Süden der Südstadt befindet sich die private Freie Montessori-Schule Heidelberg mit rund 50 Schülern. Des Weiteren gibt es die freie Schule Lernzeiträume, die nach dem Jenaplan unterrichtet.
In der Südstadt liegen ein Studentenwohnheim des Studentenwerks Heidelberg sowie mehrere privat getragene Studentenwohnheime.
Im Gewerbegebiet Bosseldorn liegt das US-amerikanische University College Europe der University of Maryland, die von hier aus vor allem Fernstudiengänge für US-Soldaten anbietet.
In der Südstadt befinden sich die evangelische Markusgemeinde mit Gemeindezentrum, die katholische Pfarrei St. Michael mit der 1963 errichteten Kirche und die im selben Jahr erbaute Hoffnungskirche der Baptistengemeinde, außerdem die mittlerweile profanierte Chapel des Mark-Twain-Village. 
Gegenüber befindet sich das Nahversorgungszentrum mit der Pflegeeinrichtung Südstadtresidenz Caroline Sammet unter der Trägerschaft der Altenhilfe der Evangelischen Stadtmission Heidelberg.
In der Südstadt befindet sich das geriatrische Spezialkrankenhaus Bethanien.

## Die Verkehrsanbindung in der Südstadt

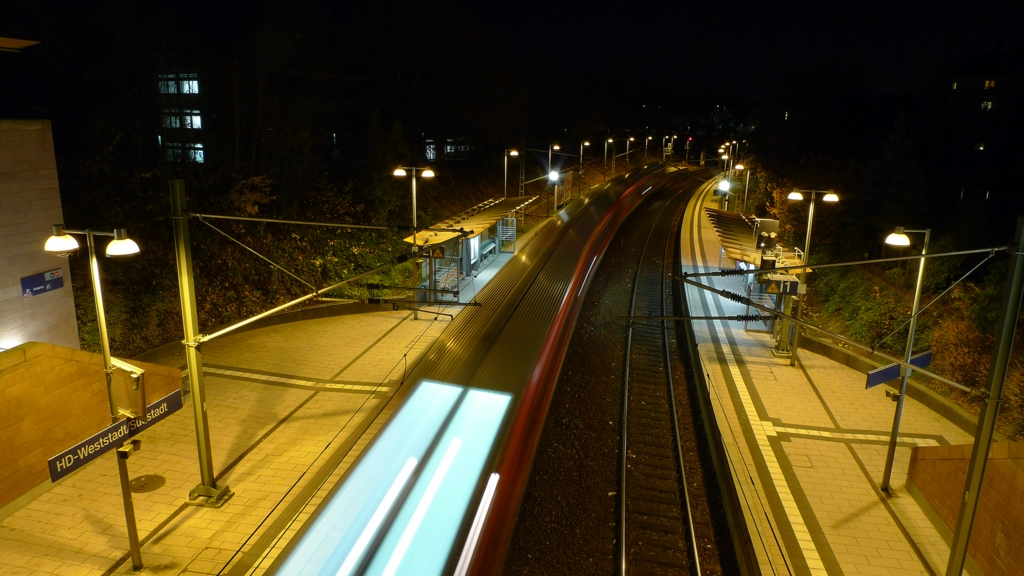
S-Bahnhof Weststadt-Südstadt

Die Südstadt wird vom ÖPNV durch den VRN mit den Straßenbahnlinien 23 und 24 (früher Linie 3 und 4) durch die Rohrbacher Straße, sowie den Buslinien 29 und 757 durch die Römerstraße gut erschlossen. Die Südstadt ist mit dem Moonliner 1 an das Wochenend-Nachtbusnetzwerk Heidelbergs angebunden. An der Grenze zur Weststadt liegt der S-Bahnhof Weststadt/Südstadt.

## Politik
Der Südtstadter Bezirksbeirat setzt sich wie folgt zusammen:
| Partei/Liste       | 2019 |
| ------------------ | ---- |
| Grüne              | 3    |
| SPD                | 2    |
| GAL                | 1    |
| Die Linke          | 1    |
| "Die Heidelberger" | 1    |
| FDP                | 1    |
| CDU                | 1    |